# Grattacieli più alti d'Arabia Saudita

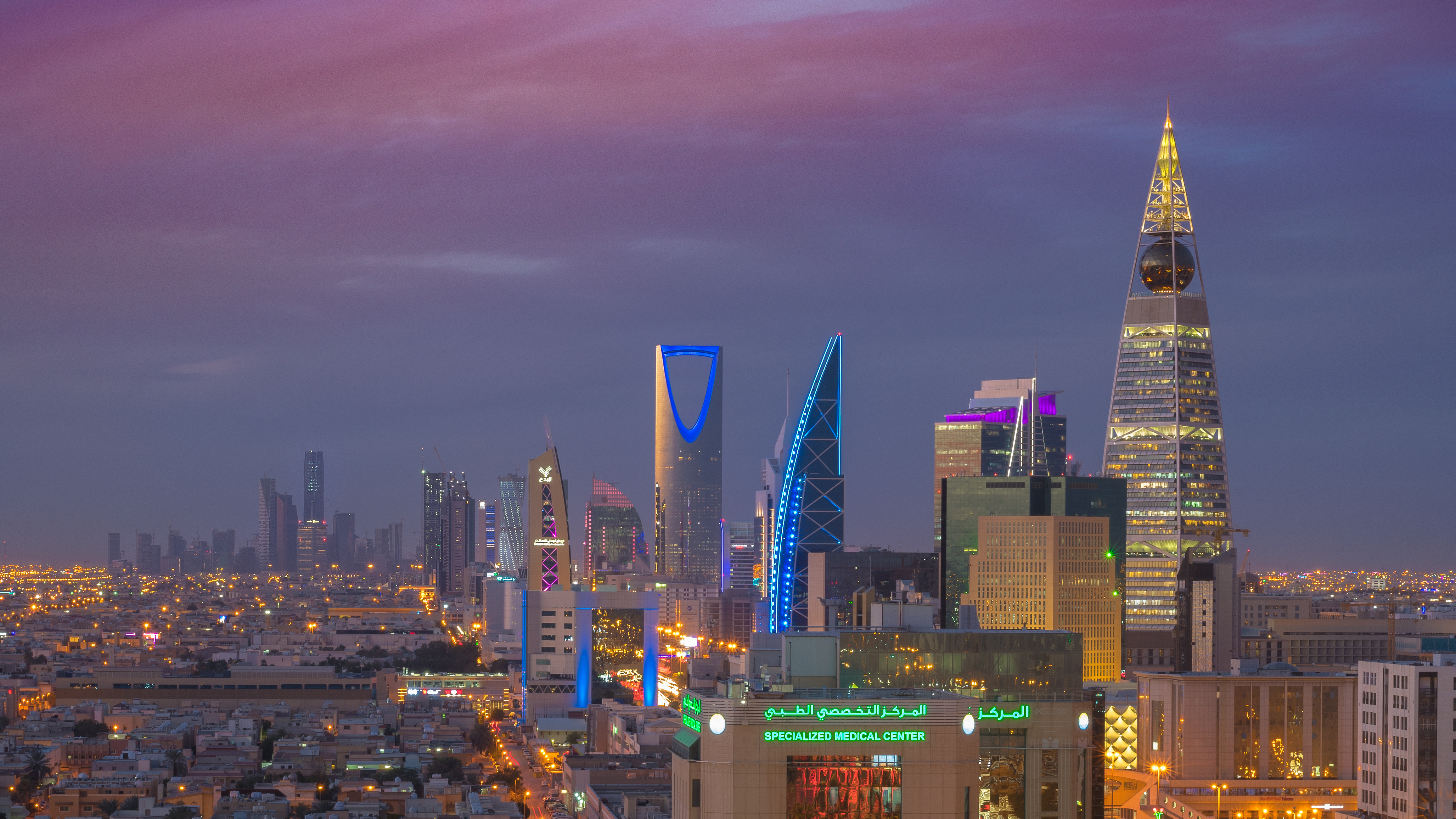
Riyadh skyline nel febbraio 2018

Questa è una lista dei grattacieli più alti d' Arabia Saudita ordinati per altezza.
Solo nel 2014 nella città di Riyadh sono stati costruiti più di 100 grattacieli più alti di 100 metri e si prevede che la città diventerà entro il 2020 la terza città con più grattacieli al mondo.
A oggi l'edificio più alto è la torre dell'orologio dell'Abraj Al Bait, alta 601 metri.

## Elenco
| Posizione | Nome                                       | Città     | Altezza (m) | Piani | Anno del completamento |
| --------- | ------------------------------------------ | --------- | ----------- | ----- | ---------------------- |
| 1         | Makkah Clock Royal Tower, A Fairmont Hotel | Mecca     | 601 m       | 120   | 2012                   |
| 2         | Capital Market Authority Headquarters      | Riyadh    | 385 m       | 75    | 2010                   |
| 3         | Burj Rafal                                 | Riyadh    | 308 m       | 70    | 2014                   |
| 4         | KAFD World Trade Center                    | Riyadh    | 304 m       | 67    | 2016                   |
| 5         | Kingdom Centre                             | Riyadh    | 302 m       | 99    | 2002                   |
| 6         | Al Faisaliyah Center                       | Riyadh    | 267 m       | 30    | 2000                   |
| 7         | GCC Bank Tower                             | Riyadh    | 264 m       | 54    | 2018                   |
| 8         | Abraj Al Bait Hajar Tower                  | Mecca     | 276 m       | 52    | 2012                   |
| 9         | Tamkeen Tower                              | Riyadh    | 258 m       | 58    | 2012                   |
| 10        | The Headquarters Business Park             | Jeddah    | 235 m       | 52    | 2014                   |
| 11        | Al Jawharah Tower                          | Jeddah    | 224 m       | 48    | 2014                   |
| 12        | Dhahran Tower                              | Al Khobar | 200 m       | 48    | 2012                   |
| 13        | Abraj Al Bait Maqam Tower                  | Mecca     | 232 m       | 45    | 2012                   |
| 14        | Abraj Al Bait Qibla Tower                  | Mecca     | 232 m       | 45    | 2011                   |
| 15        | Al Hugayet Tower                           | Al Khobar | 200 m       | 45    | 2009                   |
| 16        | Abraj Al Bait Safa Tower                   | Mecca     | 232 m       | 42    | 2007                   |
| 17        | Abraj Al Bait Marwah Tower                 | Mecca     | 232 m       | 42    | 2008                   |
| 18        | Olaya Towers - A                           | Riyadh    | 203 m       | 38    | 2013                   |
| 19        | Hamad Tower                                | Riyadh    | 200 m       | 38    | 2014                   |
| 20        | Al Nakheel Tower                           | Riyadh    | 200 m       | 26    | 2011                   |
| 21        | Al Jamiea Tower                            | Riyadh    | 200 m       | 27    | 2017                   |
| 22        | Al AbdulKarim Tower                        | Khobar    | 200 m       | 35    | 2017                   |
| 23        | Beach Tower                                | Jeddah    | 177 m       | 36    | 2015                   |
| 24        | King Road Tower                            | Jeddah    | 175 m       | 37    | 2015                   |
| 25        | Olaya Towers - B                           | Riyadh    | 170 m       | 34    | 2013                   |
| 26        | Al Swailem Tower                           | Riyadh    | 151 m       | 29    | 2016                   |
| 27        | PPA 30 Parcel 5.05 Residential Tower       | Riyadh    | 150 m       | 38    | 2016                   |

## Grattacieli in costruzione
| Posizione | Nome                               | Città  | Altezza | Piani          | Data del completamento |
| --------- | ---------------------------------- | ------ | ------- | -------------- | ---------------------- |
| 1         | Jeddah Tower                       | Jeddah | 1008 m  | 167, Total 252 | 2021                   |
| 2         | Diamond Tower                      | Jeddah | 428 m   | 93             | 2020                   |
| 3         | Lamar Tower 1                      | Jeddah | 372 m   | 86             | 2016                   |
| 4         | Fas Alhokair Tower                 | Riyadh | 354 m   | 76             | 2018                   |
| 5         | KAFD World Trade Centre            | Riyadh | 353 m   | 67             | TO / 2016              |
| 6         | Lamar Tower 2                      | Jeddah | 300 m   | 84             | 2016                   |
| 7         | Kempinski Hotel                    | Jeddah | 303 m   | 69             | 2016                   |
| 8         | Aqua Tower                         | Jeddah | 251 m   | 59             | 2015                   |
| 9         | GCC Bank Headquarters              | Riyadh | 240 m   | 53             | 2016                   |
| 10        | Al Majdoul Tower                   | Riyadh | 244 m   | 54             | TO / 2016              |
| 11        | West Tower at the HQ Business Park | Riyadh | 225 m   | 54             | TO / 2016              |
| 12        | Tadawul Tower                      | Riyadh | 220 m   | 40             | 2015                   |
| 13        | Golden Tower                       | Jeddah | 219 m   | 48             | 2016                   |
| 14        | Rafal Living Tower                 | Riyadh | 213 m   | 62             | 2017                   |
| 15        | Al Rajhi Bank                      | Riyadh | 205 m   | 36             | 2016                   |
| 16        | Damac Esclusiva Tower 1            | Riyadh | 200 m   | 36             | 2016                   |
| 17        | Villas in the Sky                  | Riyadh | 200 m   | 40             | 2016                   |
| 18        | Marriott Courtyard Khobar Tower    | Khobar | 200 m   | 34             | 2018                   |
| 19        | Beach Tower                        | Jeddah | 171 m   | 36             | 2015                   |
| 20        | Damac Esclusiva Tower 2            | Riyadh | 150 m   | 29             | 2016                   |
| 21        | AKH Tower                          | Dammam | 150 m   | 36             | 2017                   |
| 22        | Jabal Omer Hotel Tower 1           | Mecca  | 214 m   | 50             |                        |
| 23        | Jabal Omer Hotel Tower 2           | Mecca  | 214 m   | 50             |                        |
| 24        | Jabal Omer Residential Tower 1     | Mecca  | 150 m   | 35             |                        |
| 25        | Jabal Omer Residential Tower 2     | Mecca  | 150 m   | 35             |                        |
| 26        | Jabal Omer Residential Tower 3     | Mecca  | 150 m   | 35             |                        |
| 27        | Jabal Omer Residential Tower 4     | Mecca  | 150 m   | 35             |                        |
| 28        | Jabal Omer Residential Tower 5     | Mecca  | 150 m   | 35             |                        |
| 29        | Jabal Omer Residential Tower 6     | Mecca  | 150 m   | 35             |                        |
| 30        | Jabal Omer Residential Tower 7     | Mecca  | 150 m   | 35             |                        |
| 31        | Abraj Kudai                        | Mecca  | 230 m   | 35-45          |                        |